# Ago-Semajno
La Ago-Semajno (AS) è stato un incontro esperantista organizzato annualmente, a cavallo di dicembre e gennaio, dalla Gioventù Esperantista Polacca e da Varsovia Vento, dal 2002 al 2008.
A partire dal 2009/10, vista la sovrapposizione con l'Internacia Seminario (un analogo incontro organizzato dalla Gioventù Esperantista Tedesca sin dal 1957), si è scelto di unire i due incontri sotto il nuovo nome di Junulara Esperanto-Semajno.

## Luogo del festival
Fino all'edizione 2005/06, l'incontro si è tradizionalmente svolto a Zakopane, città della Polonia meridionale, dove già negli anni 1990 si svolgeva annualmente un incontro esperantista di minore rilievo. Dall'edizione 2006/07 si è scelto di far svolgere l'incontro ogni anno in una diversa località: l'edizione di quell'anno si è svolta a Nowy Sącz, e ha visto una partecipazione record di 180 persone; l'edizione 2007/08 si è svolta a Malbork, e ha registrato 228 iscrizioni (ma, com'è usuale, il numero di partecipanti si è rivelato inferiore a questa cifra, a causa delle difficoltà nell'ottenere un visto per coloro che non risiedono nell'area Schengen); l'edizione 2008/09 si svolgerà a Liptovský Mikuláš, in Slovacchia.